# Европейская банковская федерация
Европейская банковская федерация (англ. European Banking Federation, EBF) — организация европейского банковского сектора, представляющая интересы 31 банковской ассоциации Европы.

## Выражение интересов банковского сектора
Начиная с момента своего основания в 1960 году Европейская банковская федерация постоянно проводит диалог с институтами Евросоюза, представляя интересы банковского сектора, гарантируя, что опыт и мнение участников федерации будут приняты во внимание при формировании политики Евросоюза, его законодательства.

## Создание единого финансового рынка
Европейская банковская федерация является естественным партнёром европейских организаций в области финансового законодательства, гармонизации механизмов надзора, бухгалтерского учёта и других вопросов банковского дела.

## Банковский форум
Европейская банковская федерация представляет собой также форум, участники которого вносят на рассмотрение и обсуждают различные инициативы, направленные на улучшение работы европейского банковского сектора. Обсуждение поставленных вопросов происходит на конференциях, рабочие группы и комитеты занимаются анализом проблем и предложением решений, публикацией отчётов и выработкой единой позиции.
Федерация активно сотрудничает с аналогичными неевропейскими организациями, решая вопросы гармонизации мирового банковского сектора.